# 북한산중흥사지
북한산중흥사지(北漢山重興寺址)는 대한민국 경기도 고양시 덕양구, 북한산성내 장군봉과 구암봉 사이에 있는 옛 절터이다. 1992년 12월 31일 경기도의 기념물 제136호로 지정되었다.
중흥사는 북한산성 내의 승영 사찰(사찰 11곳, 암자 2곳)과 승병 350여 명을 관리하고 지휘하던 승군 사령부가 있던 사찰이다. 정확한 창건 연대는 알려져 있지 않지만 고려시대인 1103년(숙종 8)에 주조된 금고(金鼓)와 1344년(충혜왕 복원 5)에 만들어진 향로(보물 제321호)에 ‘삼각산 중흥사’라는 명문이 있어, 12세기 초 이전에 사찰이 이미 세워져 있었음을 말해준다.
북한산성의 축성 경위와 시설물을 기록한 『북한지北漢誌』(1745)에 따르면 중흥사는 30여 칸 규모의 사찰에 불과했지만 1711년(숙종 37) 북한산성 축성 시기에 대규모로 증축해 136칸의 큰 사찰이 되었다고 한다. 이는 임진왜란과 병자호란을 겪은 후 숙종이 도성을 방어하기 위하여 벌인 대대적인 축성 사업 중 하나였다. 북한산성 내에는 11개 사찰에 승군이 주둔했는데, 승군의 총 지휘자인 도총섭이 중흥사에 머물렀다고 한다. 당시 중흥사에는 삼존불상을 봉안한 대웅전을 중심으로 만세루와 산신당, ‘중흥동문’(重興洞門)이라는 글자를 새긴 비석 등이 세워졌다. 그러나 1915년 홍수로 인해 무너진 후 다시 짓지 못했다. 이후 폐허 상태였다가 2012년 대웅전과 요사채를 복원하였다.

## 같이 보기
- 북한산성

## 참고 자료
- 북한산중흥사지 - 국가유산청 국가유산포털
- 경기문화재단 북한산성문화사업팀 블로그